# Wochentag (Liturgie)
Wochentage oder Ferialtage (lateinisch feria) bilden eine Kategorie von liturgischen Tagen im römisch-katholischen Kirchenjahr. Zu ihr gehören alle Tage außer den Sonntagen, den Hochfesten und Festen und den gebotenen und nicht gebotenen Gedenktagen. 
Diese Klassifizierung wurde im Rahmen der Liturgiereform mit der Neuordnung des Kirchenjahres und des Römischen Generalkalenders nach dem Zweiten Vatikanischen Konzil am 14. Februar 1969 durch das Motu proprio Mysterii paschalis von Papst Paul VI. approbiert und mit dem 1. Januar 1970 in Kraft gesetzt. Sie löste eine seit dem 16. Jahrhundert geltende differenzierte Rangordnung liturgischer Feiern ab. 
Von der Rangfolge der liturgischen Tage hängt ab, welche Texte für die Feier der heiligen Messe und des Stundengebets verwendet werden und welche liturgische Farbe dem zugeordnet wird. Die Grundordnung des Kirchenjahres kennt Wochentage mit besonderem Rang wie den Aschermittwoch und den Montag, Dienstag und Mittwoch in der Karwoche, die Vorrang vor allen Festen haben, die auf diese Tage fallen könnten. Die Wochentage im Advent zwischen dem 17. und dem 24. Dezember und die Wochentage in der Fastenzeit sind vorrangig gegenüber Gedenktagen in dieser Zeit. An den übrigen Wochentagen geht die Feier von auf sie fallenden Hochfesten und Festen vor, Gedenktage werden mit der Liturgie des Wochentages verknüpft. 

## Geschichtliche Entwicklung
Bis zum Zweiten Vatikanischen Konzil waren an den Wochentagen, auf die kein Fest fiel, die Texte der heiligen Messe vom vorangegangenen Sonntag auch die Texte des Propriums am Wochentag; alternativ konnte eine Votivmesse gefeiert werden. Seit dem Hochmittelalter wurde es Brauch, am Montag eine Votivmesse zur Dreifaltigkeit zu feiern, am Dienstag von den Engeln, am Mittwoch vom heiligen Josef oder den Aposteln, der Donnerstag stand im Zeichen des Heiligen Geistes oder der Eucharistie, der Freitag im Zeichen des Kreuzes und der Passion Jesu Christi, und der Samstag war der Gottesmutter Maria gewidmet.    Bis in die Neuzeit hinein wurde das Messformular des Requiems „ungebührlich“ häufig als Votivmesse für Werktagsmessen genommen, weil es der Intention des Messstipendiums als „Seelenmesse“ für die Verstorbenen der Stifterfamilien entsprach, so der Liturgiewissenschaftler Josef Andreas Jungmann. Seit Beginn des 20. Jahrhunderts war hier eine Gegenentwicklung, auch seitens der römischen Kurie, erkennbar.
Seit dem Hochmittelalter war eine fast inflationäre Zunahme von Gedenk- und Festtagen zu verzeichnen; zu den Gedenktagen der Heiligen kamen zahlreiche Devotions- und Ideenfeste. Häufiger wurden Feste mit einer Vigil (Vorfeier am Vortag) und einer Oktav (Nachfeier in der ganzen folgenden Woche oder nur am achten Tag nach dem Fest) aufgewertet. Dies führte zu einer Entwertung und gewissen „Ferialisierung“ (Veralltäglichung) der unteren Festränge – so der Liturgiewissenschaftler Philipp Harnoncourt –, da diese schon aus ökonomischen Gründen nicht mehr von der gesamten Gemeinde mit Arbeitsruhe und Gottesdienst begangen werden konnten. So standen im Lauf der Zeit wenigen festa fori (die von der ganzen Gemeinde mit Festtagsruhe gefeiert wurden) eine Vielzahl von festa chori gegenüber, die nur mehr liturgisch als „Feste“ begangen wurden. Die Bezeichnung feria (Feiertag) wurde zum Terminus für einen Werktag, auf den kein höheres Fest (festum) fiel. Dieser terminologische Widerspruch wurde, so der Liturgiewissenschaftler Hansjörg Auf der Maur, auch von der Kalenderreform nach dem Zweiten Vatikanischen Konzil nicht aufgehoben.
Seit dem frühen Mittelalter entstanden eigene Messtexte für die Wochentage in der Fastenzeit und der Osteroktav sowie die Quatember- und Bitttage. Seit der Liturgiereform von 1970 gibt es eigene Messtexte für alle Wochentage des Kirchenjahres.